# Tiroler Volksaufstand

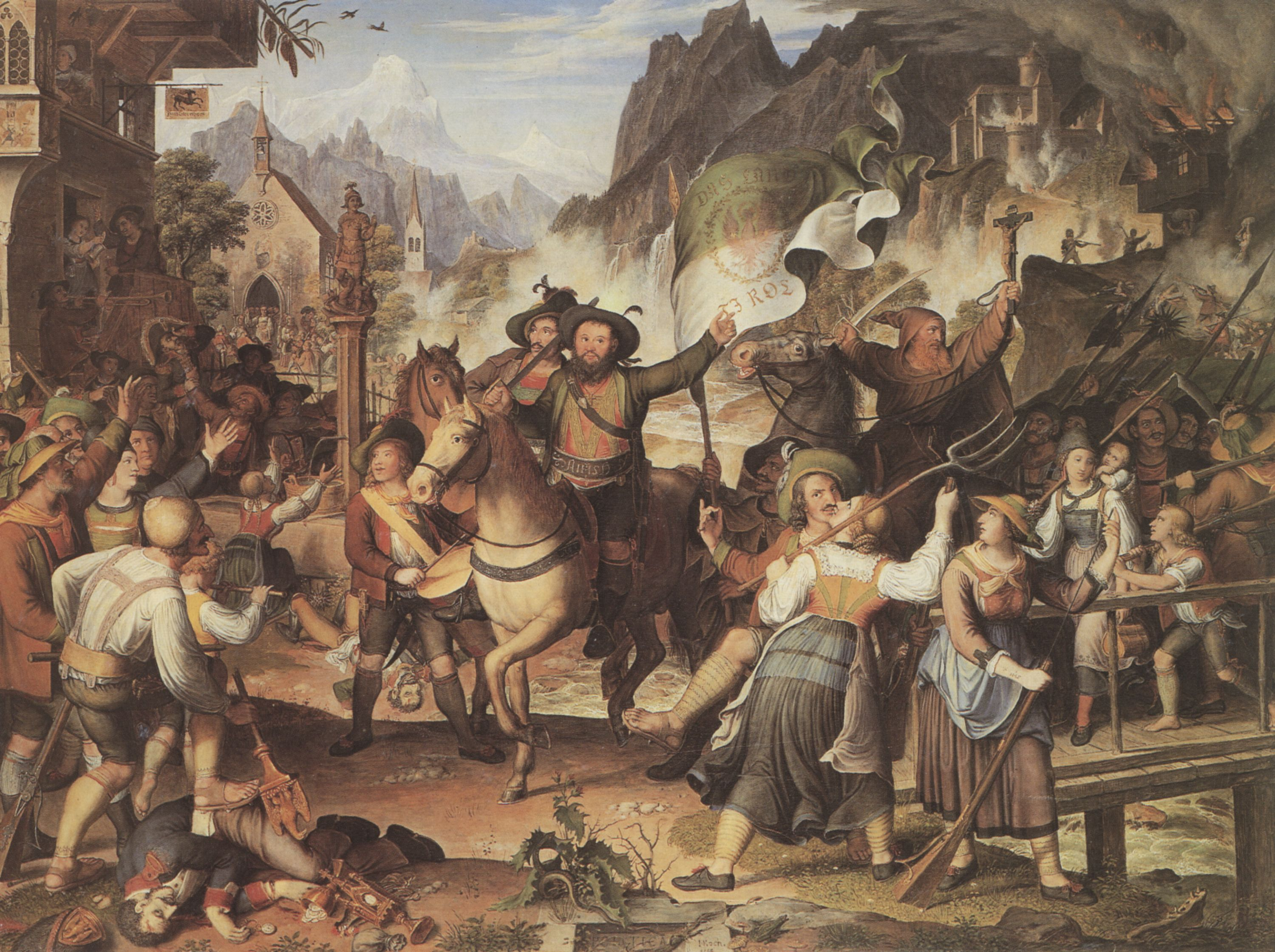
Tiroler Landsturm 1809, Gemälde von Joseph Anton Koch, um 1820

Der Tiroler Volksaufstand war ein Aufstand der Tiroler Bevölkerung gegen die bayerische Besatzungsmacht vor dem Hintergrund des Fünften Koalitionskrieges im Jahre 1809. Unter der maßgeblichen Führung Andreas Hofers wurde das Land im Frühjahr 1809 von der bayerisch-französischen Besatzung befreit und bis zum Herbst verteidigt. Erst im November und Dezember 1809 konnten die napoleonischen Truppen das Land erneut besetzen und ihre Herrschaft wieder festigen. In der Geschichtsschreibung des 19. und 20. Jahrhunderts wurde dieses Ereignis später national glorifiziert.

## Vorgeschichte

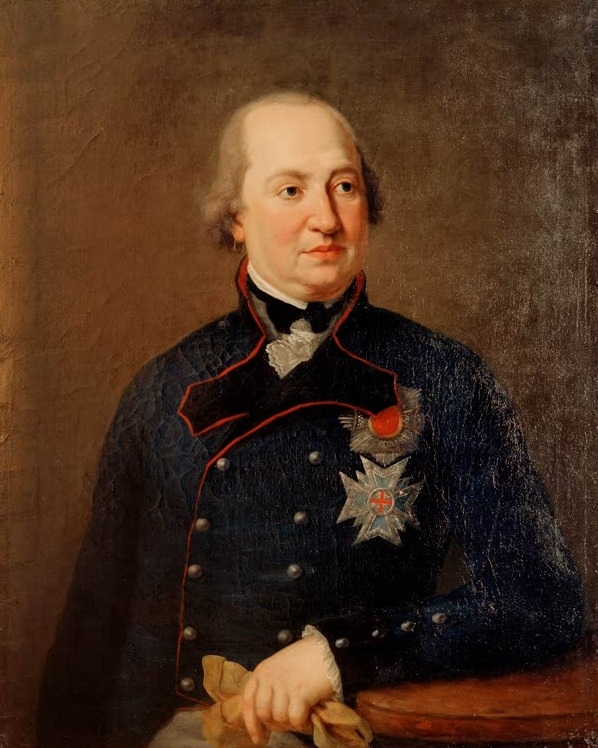
König Maximilian I. Joseph von Bayern (1756–1825)

Während Österreich und Bayern im Krieg von 1800 gegen Frankreich noch Verbündete waren, zerfiel dieses lose Bündnis bereits 1805. Kurfürst Max IV. Joseph von Bayern schloss ein „Schutz- und Trutzbündnis“ mit Napoléon Bonaparte. Für die Grafschaft Tirol war dies erst gefährlich, später verhängnisvoll. Als die Festungsanlagen bei Scharnitz und Leutasch von französischen Truppen attackiert wurden und schließlich fielen, stand Tirol den Franzosen offen. Reguläre österreichische Truppen verließen das Land und die Schützenverbände wurden aufgelöst. Am 5. November 1805 marschierte Marschall Michel Ney in Innsbruck ein. Das von Napoleon und seinen Verbündeten schwer geschlagene Österreich musste im Frieden von Pressburg seine Gefürstete Grafschaft Tirol an das mit Napoleon verbündete Bayern abtreten. Das bayerische Besitzergreifungspatent datierte mit dem 22. Jänner 1806, am 11. Februar wurde Tirol offiziell von französischen Offizieren dem bayerischen Hofkommissär übergeben.
Nach der bayerischen Inbesitznahme des Landes erschien sehr bald eine Tiroler Delegation in München und erwies dem mittlerweile zum König erhobenen Max I. Joseph in unterwürfiger und schmeichlerischer Weise ihre Reverenz. Diese Huldigung spiegelte allerdings nicht die Mehrheitsmeinung der Tiroler wider, da diese der neuen Landeszugehörigkeit wegen der bisweilen recht konfliktbeladenen gemeinsamen Vergangenheit eher skeptisch gegenüberstanden. Dies war auch Max I. Joseph bewusst, der sich mit einer Reihe vertrauensbildender Maßnahmen darum bemühte, die Sympathie der Tiroler zu erringen, denen er umgekehrt zunächst auch mit großem Wohlwollen gegenüberstand. Ein besonders wichtiges Zugeständnis des Königs bestand darin, dass er in schriftlicher Form die Unantastbarkeit der Landesverfassung und die bisherige Sonderstellung des Landes bestätigte. Dies bedeutete auch die Anerkennung des für Tirol so wichtigen Landlibell, in dem 1511 festgelegt worden war, dass kein Tiroler zum Kriegsdienst außerhalb der eigenen Landesgrenzen verpflichtet werden durfte. Ein weiteres Entgegenkommen des Königs bestand darin, dass er den Grafen Karl Arco zum Hofkommissär ernannte. In dieser Funktion sollte der aus einem alten Welschtiroler Adelsgeschlecht entstammende Graf die Verwaltung des neu hinzugewonnenen Landesteils von Innsbruck aus leiten.
All diese – im Grunde sogar ehrlich gemeinten – Maßnahmen konnten jedoch nicht darüber hinwegtäuschen, dass die bisherige Sonderrolle Tirols den Plänen zur Neuordnung des eben erst entstandenen Königreichs Bayern im Wege standen. Insbesondere der leitende Minister der bayerischen Ministerbürokratie, Graf Montgelas zeigte dabei praktisch keinerlei Bereitschaft, auf die Empfindsamkeiten in den neu hinzugewonnenen Landesteilen in irgendeiner Weise einzugehen. Hinzu kam, dass die in der Verwaltung Tirols eingesetzten untergeordneten Beamten die ministerialen Vorgaben oftmals in rigider und sehr unsensibler Weise umsetzten.
Zudem erhöhte sich gleich zu Beginn der bayerischen Herrschaft die Steuerlast für die Tiroler um ein Vielfaches. Gleichzeitig begann eine wirtschaftliche Flaute, die einerseits auf Napoléons Kontinentalsperre, andererseits darauf zurückzuführen war, dass die Provinzzölle erhalten blieben und der Viehexport nach Altbayern sogar verboten wurde. Auch sonst gab es keine Förderungen für Handel, Produktion und Verkehr. Nur ein geringer Teil der Bevölkerung war der neuen Regierung gegenüber positiv gestimmt. Viele Bürger, vor allem der größeren Städte, dachten aufgeklärter und erhofften sich auch wegen der neuen Grenzverhältnisse und der Nähe zur Hauptstadt München Vorteile und bessere Erschließung.

Tirol als Teil Bayerns im Rheinbund 1808

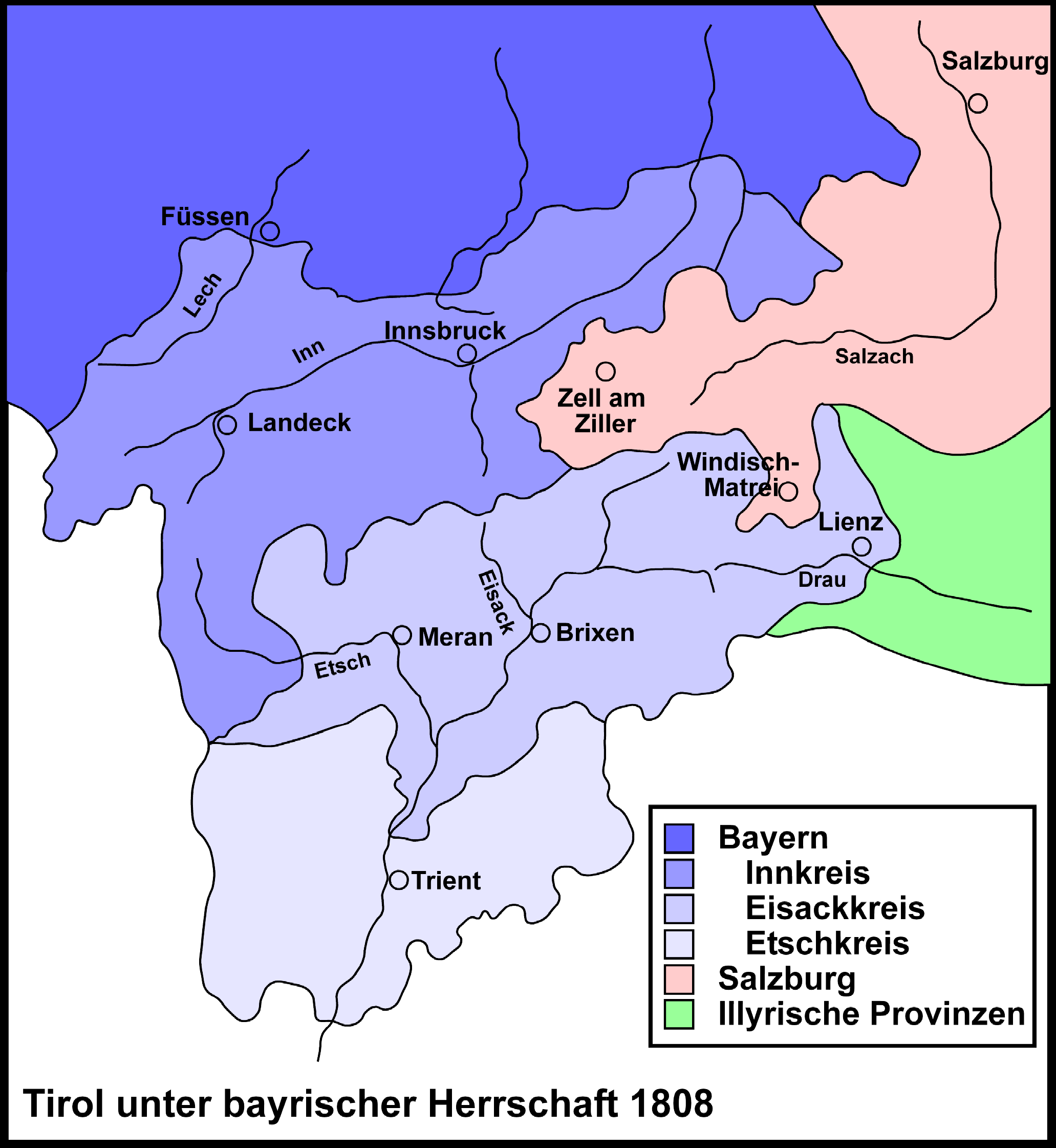
Tirol unter bayerischer Herrschaft 1808

Als nun staatliche Organe begannen, sich in kirchliche Angelegenheiten einzumischen, wurde keine Rücksicht auf die Traditionen des konservativ denkenden, tiefgläubigen Gebirgsvolkes genommen. Als beispielsweise 1806 die Mitternachtsmesse zu Weihnachten verboten wurde, war man über das Maß der Empörung im Volke sogar überrascht. Aber die Einmischungen in kirchliche Angelegenheiten gingen weiter: Bäuerliche Feiertage wurden abgeschafft, Glockenläuten zu Feierabend unter Strafe gestellt, Bittgänge und Prozessionen verboten. Die meisten Geistlichen ertrugen vorerst alle Einschränkungen, denn diese waren rein praktisch und griffen die Glaubenssubstanz selbst kaum an. Aber irgendwann wurden auch gegenüber dem Klerus Forderungen gestellt, woraufhin ein regelrechter Kirchenkampf ausbrach. Der Bischof von Chur, Karl Rudolf von Buol-Schauenstein wurde verbannt, dreißig Priester mussten ihre Klöster verlassen und die sieben großen Klöster des Landes wurden vollständig aufgehoben, die Stiftsgüter konfisziert.
Bayern hatte im Rahmen umfangreicher Reformen unter anderem säkularisierte Bildung und die Pockenschutzimpfung eingeführt und alle Feudallasten beseitigt. Am 1. Mai 1808 wurde die neue Verfassung des Königreiches Bayern ausgerufen. Tirol hörte nun auf, als ein zusammengehörendes Staatsgebilde zu existieren, und wurde stattdessen nach französischem Vorbild in drei nach ihren Hauptflüssen Etsch, Eisack und Inn benannte Kreise geteilt. Gleichzeitig wurde die alte Tiroler Verfassung außer Kraft gesetzt. Mit Einführung dieser neuen Staatsverfassung konnten die bayerischen Behörden Tiroler zum Militärdienst einberufen, was den verbrieften Landesfreiheiten widersprach. Als die Behörden am 12. und 13. März 1809 in Axams tatsächlich Rekruten ausheben wollten, flohen die betroffenen jungen Männer, während bewaffnete Bauern die bayerischen Soldaten gefangen nahmen, entwaffneten und nach Innsbruck zurückschickten.

## Verlauf des Krieges

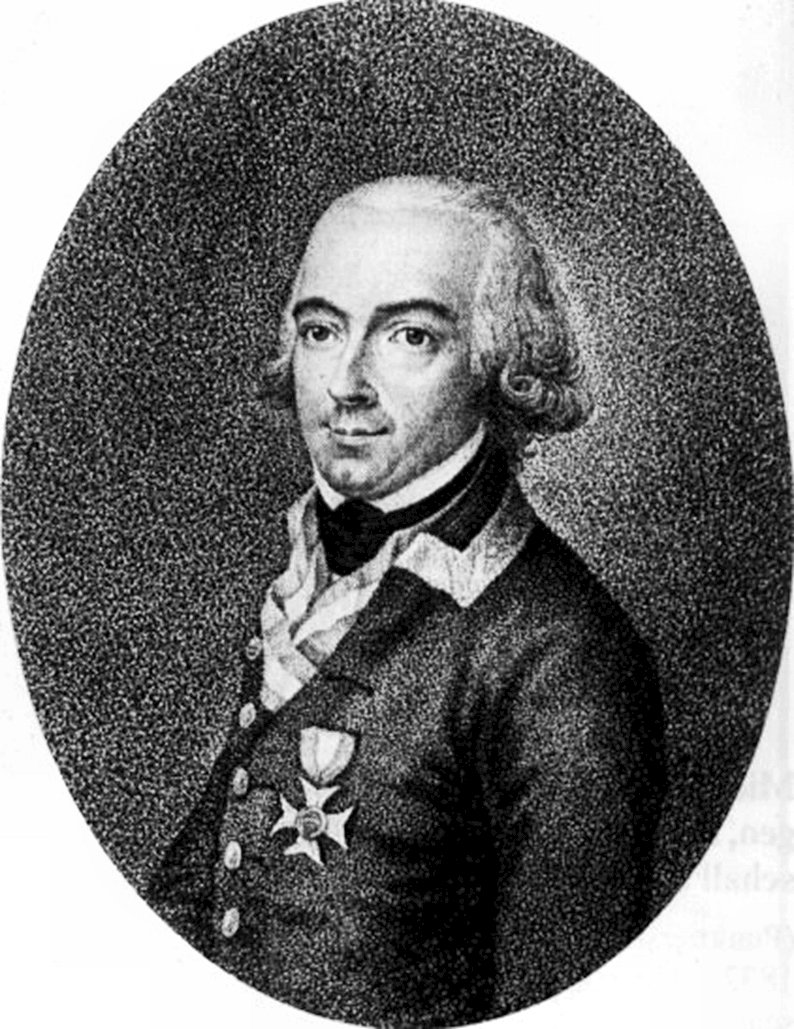
General von Chasteler (1763–1825)

Von Wien aus organisierte Joseph Freiherr von Hormayr, der Vertraute des Erzherzogs Johann, die Vorbereitung des Aufstandes und lud dazu auch Vertreter des Tiroler Widerstandes ein. Am 9. April 1809 erklärte Österreich Frankreich und seinen Verbündeten den Krieg. General Johann Gabriel von Chasteler überquerte die Drau und nahm Lienz ein, während Erzherzog Karl mit einem österreichischen Heer den Inn überquerte und auf München zumarschierte. Der in Villach mit einem Heer stehende Erzherzog Johann unterschrieb eine von Hormayr aufgelegte Urkunde, in der er Tirol wieder ausdrücklich zu österreichischem Besitz erklärte und jeden kämpfenden Tiroler als einen Angehörigen eines militärischen Aufgebotes, nicht als Rebell beschrieb. Bei der Kunde vom Kriegsausbruch erhoben sich überall in Tirol bewaffnete Bauernscharen, die die unbeliebten Beamten absetzten und die unterlegenen bayerischen Militäreinheiten überwältigten oder vertrieben.
Als moralische und juristische Rechtfertigung für die Aufstandsbewegung diente dabei der Umstand, dass der bayerische Staat mit der 1808 erfolgten Aufhebung der Tiroler Landesverfassung die im Preßburger Friedensvertrag festgelegten Bestimmungen gebrochen und damit das Besitzrecht auf Tirol verwirkt habe. Vor allem die im Rückblick als verlogen empfundenen Versprechungen des bayerischen Königs aus dem Jahr 1806 wirkten sich nun in fataler Weise aus, denn nach Tiroler Auffassung sei man einem wortbrüchigen Landesherrn jedenfalls in keiner Weise mehr zu Treue und Gehorsamkeit verpflichtet.
Die meisten militärischen Aktionen während des Aufstands liefen ohne Oberbefehlshaber ab. Ausnahmen bildeten dabei lediglich die Kämpfe um Sterzing mit Andreas Hofer als Anführer und die Befreiung von Hall und Volders, bei der Josef Speckbacher eine tragende Rolle spielte. Die schwersten Kämpfe fanden rund um Innsbruck am 11. und 12. April 1809 statt, wo sich die Bayern verbissen wehrten. Einen Tag später kam vom Brenner herunter eine 4.600 Mann starke gegnerische Abteilung auf Innsbruck marschiert, die aber zur Kapitulation gezwungen wurde.

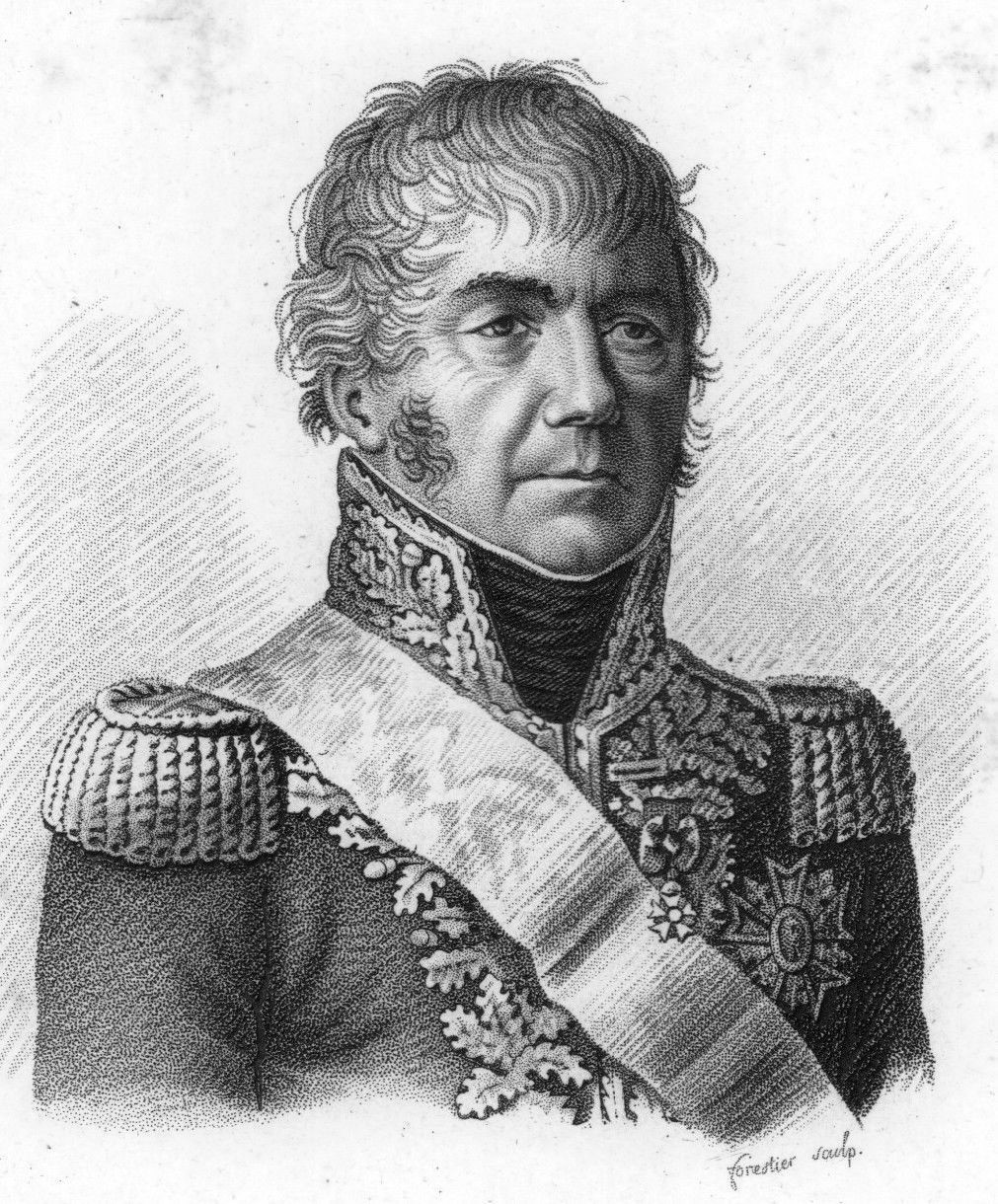
François-Joseph Lefebvre (1755–1820)

Als Vertreter der zivilen Ordnung im wieder gewonnenen Land wurde Joseph Freiherr von Hormayr eingesetzt, die militärische Führung übernahm General von Chasteler. Napoléon, der Erzherzog Karl mit seiner Armee bereits wieder aus Bayern vertrieben hatte und nun auf Wien zu marschierte, wollte keinen Brandherd in seinem Rücken lassen und schickte Marschall François-Joseph Lefebvre mit zwei bayerischen Divisionen (insgesamt 10.000 Mann) über den Pass Strub bei Lofer nach Tirol, um das Land erneut zu unterwerfen. Der Pass wurde eingenommen. Danach kam es zu Ausschreitungen gegen die Zivilbevölkerung. In der Ebene vor Wörgl musste die österreichische Heeresabteilung eine vernichtende Niederlage einstecken. Beim Eingang ins Zillertal kam es erneut zu Kämpfen. Schwaz wurde in Brand gesteckt, später ebenso Vomp und andere Dörfer in Umgebung. Während Innsbruck eingenommen wurde, rief Andreas Hofer im südlichen Tirol zum Widerstand auf. Mit einem Bauernheer bezog er unterstützt von österreichischen Kräften die Berghänge südlich von Innsbruck, die damals allgemein als Bergisel bekannt waren. Am Morgen des 25. Mai 1809 kam es dort zur zweiten Schlacht am Bergisel. Obwohl diese unentschieden endete, räumten die Bayern am folgenden Tag die Stadt. Es kam daraufhin zu pogromartigen Ausschreitungen der Tiroler gegen die jüdische Bevölkerung von Innsbruck.
Am 29. Mai 1809 hatte Kaiser Franz I. versichert, keinen Vertrag unterzeichnen zu wollen als einen, der Tirol für immer an das Kaiserreich bindet. Doch nach der Schlacht bei Wagram willigte er am 12. Juli dennoch in den Znaimer Waffenstillstand ein. Danach rückten erneut 20.000 Mann unter Marschall Lefebvre in Tirol ein und besetzte es größtenteils. Nur in Südtirol existierte noch eine Widerstandsbewegung unter Andreas Hofer, die zu zerschlagen das Ziel des Marschalls war. Von Innsbruck aus schickte er eine starke Abteilung durch das Oberinntal und das Vinschgau und eine andere über den Brennerpass nach Brixen. Sie sollten sich mit aus dem Süden und aus dem Pustertal anrückenden Franzosen vereinigen. Gegen diese Truppen erhob sich vielerorts die ländliche Bevölkerung. In Kämpfen an der Lienzer Klause, an der Ehrenberger Klause (Reutte), an der Pontlatzer Brücke (bei Landeck) und in der Eisackschlucht (zwischen Brixen und Sterzing) erlitten die Soldaten schwere Niederlagen. Auch der Vorstoß von 7.000 Mann unter Lefebvres persönlichem Kommando scheiterte kurz jenseits des Brenners. Bei der Verfolgung der Franzosen kam es zu einer weiteren Schlacht am Bergisel (12./13. August 1809), die wiederum in einem französischen Rückzug resultierte.

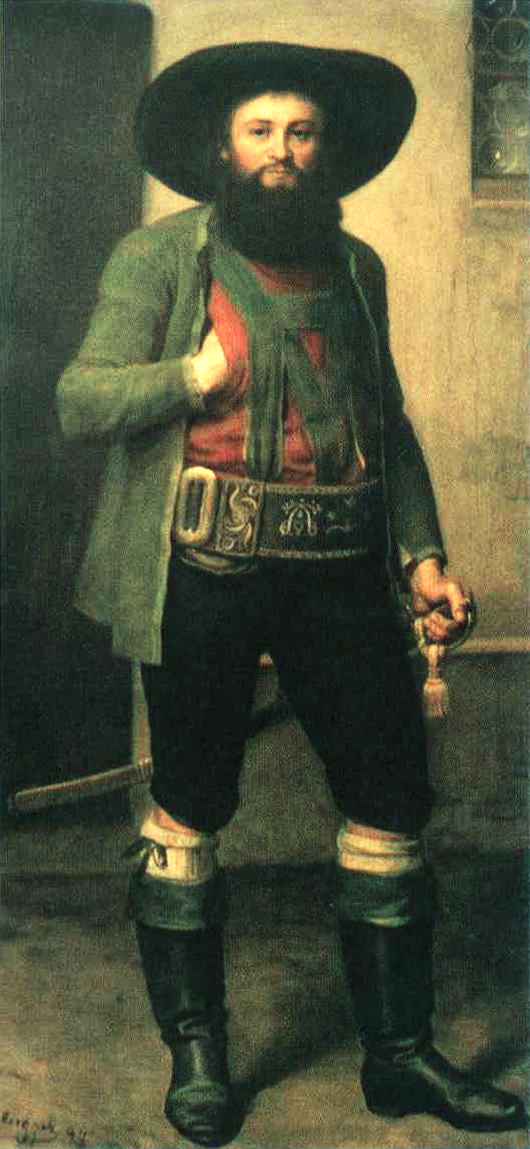
Andreas Hofer (1767–1810)

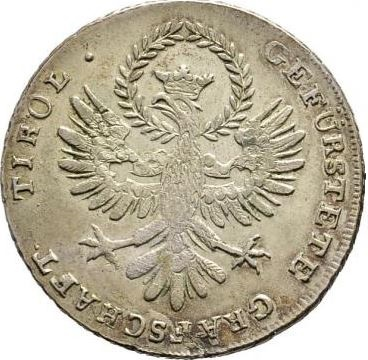
Tiroler Freiheitskampf, Sandwirtszwanziger

Andreas Hofer übernahm daraufhin die Verwaltung des Landes. In Hall ließ er eigene Tiroler Münzen prägen, den so genannten „Hofer-Zwanziger“. Geld wurde von reichen Betrieben und Händlerfamilien geliehen. Die wichtigste Aufgabe war aber die Landesverteidigung und Grenzbefestigung. An allen Pässen im Norden wurden starke Einheiten postiert. In den gefährdeten Osten und Nordosten sollten starke Vorposten geschaffen werden. Es gelang den Tirolern auch, Teile der Salzburger Bevölkerung gegen die bayerisch-französische Besatzung aufzuwiegeln und auf diese Art zwei wichtige Pässe zu erobern: Den Steinpass und den Pass Lueg (südlich Hallein). Allerdings waren Nahrungsmittel knapp, obwohl Hofer am 4. Oktober 1809 eine Summe vom Kaiser empfing.
Wird der Aufstand meist als Freiheitskampf gegen bayerische und französische Fremdherrschaft und deren Kirchenkampf und Rekrutierungspraxis verstanden, zeigte dieser jedoch auch unmoderne, nicht aufklärerische Züge. So hatte sich Haspinger, ein Kapuzinerpater, der von der bayerischen Besatzung auch für Tirol eingeführten Pockenimpfung widersetzt (mit der Begründung, dadurch solle Tiroler Seelen „bayerisches Denken“ eingeimpft werden); ebenso verbot Hofer nach dem ersten Sieg alle „Bälle und Feste“ und befahl per Erlass, dass „Frauenzimmer“ nicht mehr „ihre Brust und Armfleisch zu wenig und mit durchsichtigen Hadern bedecken“ durften. Wirtshäuser sollten während der Gottesdienste geschlossen bleiben. Auch kam es unmittelbar nach der ersten Schlacht auf dem Bergisel zu Ausschreitungen gegen die jüdische Bevölkerung Innsbrucks.

## Die endgültige Niederschlagung des Aufstands
Kurz nach diesen nochmaligen Erfolgen der Aufständischen schloss der Kaiser aber am 14. Oktober 1809 den Friedensvertrag von Schönbrunn. In dieser eher als Diktat anzusehenden Vereinbarung verzichtete er nun doch auf Tirol, und das, obwohl er am 29. Mai 1809 versichert hatte, niemals einen Vertrag unterzeichnen zu wollen, der das Land vom österreichischen Kaiserreich trennen würde. Noch am selben Tag befahl Napoleon erneut die Unterwerfung Tirols, woraufhin drei bayerische Divisionen unter General Jean-Baptiste Drouet d’Erlon erneut in das Aufstandsgebiet eindrangen und die von Josef Speckbacher befehligten Tiroler Verteidiger am 17. Oktober 1809 bei Melleck schlugen. Durch diesen Sieg konnten sich die Invasoren den Zugang zum Pass Strub sichern, während gleichzeitig zwei weitere Kolonnen bei Kufstein und Kössen in das Land einrückten. Am 24. Oktober 1809 erreichten die bayerisch-französischen Truppen Innsbruck, das von Hofer drei Tage vorher verlassen worden war. In deutlichem Gegensatz zu ihrem ersten Rückeroberungsversuch im Mai 1809 waren die Bayern dabei aber wesentlich verhaltener vorgegangen und hatten versucht, den Aufstand eher mit Friedens- und Amnestieangeboten, denn mit militärischer Gewalt zu beenden. Die zur erneuten Inbesitznahme des Landes angetretene Armee rückte dabei ganz bewusst nur sehr langsam vor, um den Tirolern das Eingehen auf die Friedensangebote zu erleichtern. Eine Teilstreitmacht dieser Armee wurde dabei von dem anti-napoleonisch gesinnten bayerischen Kronprinz Ludwig kommandiert, einem erklärten Freund der Tiroler. Aufgrund der deeskalierenden bayerischen Offerten und angesichts der mittlerweile drückenden militärischen Übermacht resignierten daher viele einflussreiche Anführer der Aufstandsbewegung, weil sie die Aussichtslosigkeit weiterer Widerstandsmaßnahmen erkannt hatten. Nach deren Resignation und dem Abzug der von diesen Kommandeuren befehligten Aufständischen war das verbliebene tirolische Aufgebot somit eigentlich nicht mehr in der Lage, wirkungsvollen Widerstand zu leisten. Dennoch stellten sich die verbliebenen Aufständischen am 1. November noch einmal zur vierten und letzten Schlacht am Bergisel. Im Gegensatz zu den drei vorhergehenden Schlachten endete diese Auseinandersetzung allerdings für die Tiroler mit einem totalen Fiasko. Am 8. November 1809 rief Andreas Hofer in einer Proklamation dazu auf, den Widerstand einzustellen:

„Brüder! gegen Napoleons unüberwindliche Macht können wir nicht Krieg führen. Von Oesterreich gänzlich verlassen würden wir uns neuem unheilbaren Elend Preis geben. […] [W]ir wollen uns nun durch Ergebung in den göttlichen Willen des Himmels ferneren Schutzes, and durch brüderliche Liebe und geforderte Unterwerfung Napoleons Großmuth und seinen Allerhöchsten Gnaden würdig machen. […] Nach der gemachten Zusicherung Sr. Excellenz des Herrn Generals Rusca werden die Armeen uns je balder verlassen, je eher wir uns unterworfen haben.“

Zwar konnten die Bauernaufgebote in den folgenden Wochen noch einige kleinere Siege erringen, so am Küchelberg bei Meran und bei St. Leonhard in Passeier (22. November 1809), diese konnten aber nicht die vollständige Besetzung des Landes verhindern.

## Folgen
Nach der endgültigen Niederlage der Aufstandsbewegung verhängten die Invasoren ein hartes Strafgericht über das besiegte Land. Begründet wurde dies vor allem mit dem Umstand, dass die in der Schlussphase des Aufstands offerierten Friedens- und Amnestieangebote von einem Teil der Aufständischen bis zum Ende ignoriert worden waren. Am härtesten traf es dabei das Pustertal, in dem der französische General Jean-Baptiste Broussier zahlreiche Exekutionen vornehmen ließ. Betroffen war dabei nahezu jeder größere Ort des Tals und oftmals spielte hier die individuelle Beteiligung an der Aufstandsbewegung überhaupt keine Rolle für die Verhängung des Todesurteils. In anderen Teilen Südtirols wurde zwar die persönliche Beteiligung am Aufstand bei der Aburteilung stärker berücksichtigt, aber dennoch wurden auch hier aufständische Tiroler exekutiert, so in Bozen und Brixen. Lediglich in dem unter bayerischer Kontrolle verbliebenen Nordtirol wurden keine Todesurteile über Aufständische verhängt.

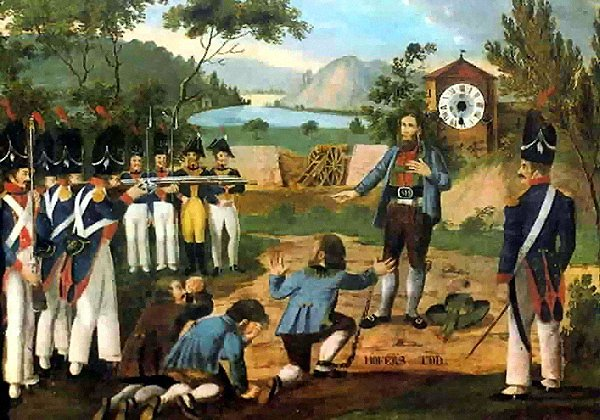
Exekution Hofers 1810

Andreas Hofer hatte als Anführer der Aufstandsbewegung bis zuletzt Widerstand geleistet und war daher ebenfalls zum Geächteten geworden. Zu einer Flucht nach Österreich konnte er sich allerdings nicht entschließen, so dass er nach dem endgültigen Zusammenbruch des militärischen Widerstands zusammen mit seiner Familie zunächst auf der „Kellerlahn“ im Passeier Zuflucht suchte, danach auf dem „Pfandlerhof“ und dann auf der „Pfandleralm“. Auf dieser Alm endete schließlich am 28. Januar 1810 seine Flucht und er wurde von Besatzungssoldaten gefangen genommen, die seinen Aufenthaltsort von dem verräterischen Tiroler Franz Raffl erfahren hatten. Nachdem Hofer in die Hand seiner Gegner geraten war, wurde er nach Mantua gebracht, dem Hauptquartier des französischen Vizekönigs von Italien, Eugène Beauharnais. Dieser wollte Hofer zunächst begnadigen, weil er sich dem Feind gegenüber stets menschlich verhalten, und darüber hinaus auch viel Unglück vermieden hatte. Der französische Kaiser Napoleon zeigte allerdings keinerlei Absicht, Gnade walten zu lassen und ordnete persönlich die unverzügliche Aburteilung und Exekution Hofers an. Das daraufhin zusammengetretene französische Militärgericht hatte daher keinen Handlungsspielraum mehr und verhängte nach kurzer Gerichtsverhandlung am 19. Februar 1810 das vordiktierte Todesurteil über Andreas Hofer. Dieses wurde am folgenden Tag vollstreckt. Erst 1823 wurden seine sterblichen Überreste in der Innsbrucker Hofkirche beigesetzt. Nach der Niederlage Napoleons 1814 fiel Tirol wieder an Österreich.

## Nachwirkungen
Der Kampf der Tiroler erregte zu jener Zeit großes Aufsehen in Europa. Er wirkte wie ein Fanal und bestärkte wie auch der Kampf der Spanier in vielen anderen europäischen Völkern den Widerstand gegen die napoleonische Herrschaft. Ausschlaggebend dafür waren nicht alleine die militärischen Erfolge der Aufstandsbewegung, sondern vor allem auch deren tragisches Scheitern.
Heinrich Heine urteilte in seinen Reisebildern von 1830 wie folgt: „Von der Politik wissen sie (die Tiroler) nichts, als daß sie einen Kaiser haben, der einen weißen Rock und rote Hosen trägt; das hat ihnen der alte Ohm erzählt, der es selbst in Innsbruck gehört von dem schwarzen Sepperl, der in Wien gewesen. Als nun die Patrioten zu ihnen hinaufkletterten und ihnen beredsam vorstellten, daß sie jetzt einen Fürsten bekommen, der einen blauen Rock und weiße Hosen trage, da griffen sie zu ihren Büchsen, und küßten Weib und Kind, und stiegen von den Bergen hinab, und ließen sich totschlagen für den weißen Rock und die lieben alten roten Hosen.“
In der Geschichtsschreibung des 19. Jahrhunderts wurde das Ereignis schließlich im Sinne der deutschen Einigung glorifiziert.

## Film
- Der Rebell 1932, s/w-Film mit Luis Trenker (als Freiheitsrebell Severin Anderlan).
- Andreas Hofer – Die Freiheit des Adlers, 2002, Film um Andreas Hofer.
- Bayern und Tirol – Werft sie den Berg hinab, BR 2009, Ein Dokumentarfilm von Bernhard Graf.
- Andreas Hofer – Rebell gegen Napoleon, ORF 2009, Ein Dokumentarfilm von Bernhard Graf.
- Marberger, ein Tiroler Schützenmajor, Ö 2009, Ein Film von Emanuel Bachnetzer.
- Bergblut, 2010, Drama zur Zeit des Tiroler Volksaufstands.

## Musik
- Die 1952 komponierte Suite für Blasorchester Tirol 1809 von Sepp Tanzer hat den Tiroler Volksaufstand zum Inhalt.
- Die 2016 komponierte Suite für Blas- und Streichorchester Fight for Liberty von Mario Bürki hat den Tiroler Volksaufstand zum Inhalt.

## Belege
1. ↑  Cölestin Stampfer: Geschichte von Meran, der alten Hauptstadt des Landes Tirol. Innsbruck 1889, S. 220 ff. (online).
2. ↑  ORF online, 12. April 2009.
3. ↑  Steinlechner: Des Hofers neue Kleider, S. 30–32.
4. 1 2  Angst um Sonderrolle, in ORF online, am 12. April 2009.
5. ↑  Laurence Cole, in: Datum 5/2008, S. 56f.
6. ↑  Auszug der merkwürdigen Begebenheiten. Abschrift der Proclamation des Andreas Hofer. In: Innsbrucker Zeitung, 13. November 1809, S. 9 (online bei ANNO).
7. ↑  Heinrich Heine: Reisebilder, Dritter Teil: Italien, Reise von München nach Genua, Kapitel XII.